# The Solitary Man

The Solitary Man est un téléfilm américain, réalisé par John Llewellyn Moxey sorti en 1979.

## Synopsis
L'adaptation d'un père de famille après que sa femme depuis quinze ans lui avoue un jour qu'elle veut divorcer et le laisse construire une nouvelle vie.

## Fiche technique
Sauf indication contraire, les informations mentionnées dans cette section peuvent être confirmées par la base de données cinématographiques IMDb,  présente dans la section « Liens externes ».
- Titre original : The Solitary Man
- Réalisation : John Llewellyn Moxey
- Scénario : Jim Byrnes
- Production : Charles B. Fitzsimons
  - Production déléguée : John Conboy
- Musique : Jack Elliott (en)
- Pays d'origine :  États-Unis
- Langue originale : anglais
- Genre : drame
- Durée : 96 minutes
- Sortie : 
  - États-Unis : 9 octobre 1979

## Distribution
- Earl Holliman : Dave Keyes
- Carrie Snodgress : Sharon Keyes
- Robbie Riss : Davey Jr.
- Shannon Terhune : Amy
- Dorrie Kavanaugh : Barbara Sellers
- Lane Smith : Jack Collins
- Lara Parker : Lisa Tobin
- Nicolas Coster : Bud Hensen
- Michelle Pfeiffer : Tricia
- Bill Morey : Jake Shields
- Sandy Ward : Mr. Hendricks
- Elisabeth Brooks : Joyce